# Amphisbaena trachura
Amphisbaena trachura là một loài bò sát trong họ Amphisbaenidae. Loài này được Cope mô tả khoa học đầu tiên năm 1885.